# Andrei Deliu
Andrei Răzvan Deliu (* 28. Oktober 1993) ist ein rumänischer Leichtathlet, der sich auf den Stabhochsprung spezialisiert hat.

## Sportliche Laufbahn
Erste internationale Erfahrungen sammelte Andrei Deliu im Jahr 2013, als er bei den Balkan-Meisterschaften in Stara Sagora mit übersprungenen 4,80 m die Bronzemedaille gewann. Im Jahr darauf belegte er bei den Balkan-Hallenmeisterschaften in Istanbul mit 5,00 m den vierten Platz, wie auch bei den Freiluftmeisterschaften in Pitești mit 5,00 m. 2015 gewann er bei den Balkan-Meisterschaften mit 5,20 m die Bronzemedaille und im Jahr darauf wurde er mit 4,80 m Neunter. 2017 erreichte er bei den Balkan-Meisterschaften in Novi Pazar mit 4,80 m Rang fünf und im Jahr darauf gewann er in der Halle mit 5,10 m die Bronzemedaille und belegte im Freien mit 4,80 m den fünften Platz. 2019 brachte er bei den Balkan-Hallenmeisterschaften keinen gültigen Versuch zustande und im Sommer wurde er bei den Meisterschaften in Stara Sagora mit 4,60 m Sechster. 2020 wurde er bei der Austragung in Cluj-Napoca mit einer Höhe von 5,00 m Sechster und 2021 erreichte er bei den Balkan-Hallenmeisterschaften in Istanbul mit 4,90 m Rang acht.
In den Jahren von 2014 bis 2020 wurde Deliu jedes Jahr rumänischer Meister im Stabhochsprung im Freien sowie von 2014 bis 2021 auch in der Halle.

## Persönliche Bestleistungen
- Stabhochsprung: 5,20 m, 2. August 2015 in Pitești
  - Stabhochsprung (Halle): 5,11 m, 16. Februar 2014 in Bukarest